# Led Zeppelin IV
Album thứ tư của ban nhạc rock người Anh Led Zeppelin được phát hành vào ngày 8 tháng 11 năm 1971. Dù không có một dòng chữ nào trên bìa đĩa, song nó vẫn được biết tới rộng rãi với tên gọi Led Zeppelin IV, theo cách đặt tên của ban nhạc cho 3 album trước đó của họ. Album còn có nhiều tên gọi khác như Bộ tứ biểu tượng, Số 4, Vô danh, Ký tự, Tu sĩ hay ZoSo – biểu tượng của Jimmy Page trên bìa album. Page thường xuyên in biểu tượng này theo trang phục diễn của mình.
Kể từ khi phát hành, album luôn nhận được vô số những thành công cả về mặt thương mại cũng như chuyên môn. Đây là một trong những album bán chạy nhất thế giới với ít nhất 32 triệu bản đã bán. Riêng tại Mỹ, Led Zeppelin IV đã bán được 23 triệu bản và trở thành album bán chạy thứ 3 tại đây. Năm 2003, tạp chí Rolling Stone xếp Led Zeppelin IV ở vị trí số 66 trong danh sách "500 album vĩ đại nhất mọi thời đại".

## Thu âm
Album ban đầu được thu vào tháng 12 năm 1970 ở phòng thu mới Basing Street Studios của hãng Island Records, cùng lúc với album Aqualung của Jethro Tull. Theo lời gợi ý của Fleetwood Mac, cả nhóm rời tới Headley Grange, tại căn nhà cũ của nữ hoàng Victoria ở Đông Hampshire, Anh. Tại đây họ sử dụng phòng thu di động của The Stones. Jimmy Page nhớ lại: "Chúng tôi cần chút thoải mái, một nơi mà chúng tôi có thể nhâm nhi tách trà và dạo bước trong những khu vườn rồi làm những gì mình thích." Quang cảnh yên bình và thư giãn của Headley Grange thực sự đem lại nhiều điều cho ban nhạc. Theo Dave Lewis, "với việc rời tới Headley Grange suốt quá trình thu âm, rất nhiều ca khúc của album đã được thực hiện và thu âm ngay mà không có nhiều khác biệt về sau này."
Dựa vào những phần nền đã thâu, ban nhạc tiến hành ghi đè sau đó tại Island Studios, và quá trình chỉnh âm được hãng Sunset Sound ở Los Angeles phụ trách. Tuy nhiên sản phẩm lại không được ưng ý, dẫn tới việc album bị trì hoãn ngày phát hành. Những phần chỉnh âm thêm được thực hiện sau đó tại London, khiến cho album ra mắt muộn hơn kế hoạch vài tháng.
Một vài ca khúc được thu trong giai đoạn này, như "Down by the Seaside", "Night Flight" và "Boogie with Stu" (với Ian Stewart của The Stones chơi piano) không xuất hiện trong album mà nằm trong album-kép của Led Zeppelin 4 năm sau đó, Physical Graffiti.

## Tiêu đề
Sau quãng thời gian dài thờ ơ, phản ứng của người hâm mộ với Led Zeppelin III vào cuối năm 1970 hoặc là lẫn lộn, hoặc là e dè. Page quyết định album tiếp theo của ban nhạc sẽ không có nhan đề, thay vào đó sẽ có 4 biểu tượng riêng của mỗi thành viên vẽ tay mà họ in ở cổ tay áo và ở nhãn đĩa. "Chúng tôi quyết định sẽ không để tên nhóm trong album thứ tư nữa, và không có một thông tin nào khác xuất hiện ngoài những chiếc áo khoác cả", Page giải thích, "Tên, nhan đề, hay bất kể điều gì khác cũng chẳng có ý nghĩa gì hết."
Page cũng nhấn mạnh rằng việc cho phát hành album mà không có tiêu đề ở bìa đĩa lại rất tương phản với việc anh bị báo chí dè bỉu khi họ cho rằng năm 1971 – năm mà ban nhạc không có bất kể hoạt động nào kể cả ra mắt album lẫn thực hiện tour – là một năm "tự sát". Anh nói: "Có vẻ như đang có quá nhiều kỳ vọng được đặt vào chúng tôi." Trong bài phỏng vấn trên The Times vào năm 2010, Page bình luận: "Thực sự là không hề dễ dàng. Công ty thu âm rất muốn có một cái tên theo kèm. Còn chúng tôi thì hiểu đâu là con đường để dẫn tới thiên đường. Họ cho rằng điều đó che giấu việc ban nhạc đang tự sát với một album không tiêu đề. Thực tế thì chúng tôi lại có rất nhiều bình luận nghiêm túc xung quanh nó. Vào thời điểm đó, mỗi album mới ra mắt sẽ lại có nhiều vấn đề đi kèm khi mọi người thích so sánh với những album trước đó. Nhưng thẩm mỹ của ban nhạc thì luôn dồi dào, điều mà chúng tôi khai thác triệt để vào lúc đó. Album vô danh này đã giúp tôi có được câu trả lời rõ ràng nhất với những đánh giá – vì chúng tôi hiểu con đường mà âm nhạc vừa có thể đạt doanh thu mà lại vừa có thể chiếm lĩnh các buổi diễn."
Vì không có tiêu đề, Atlantic buộc phải tiến hành quảng bá album thông qua việc in bìa đĩa cùng các biểu tượng trong mọi buổi họp báo. Đây có lẽ là sản phẩm đầu tiên được sản xuất mà không có thương hiệu cụ thể – một cách đơn giản để chống lại kiểu thương mại truyền thống (đặc biệt với hãng Atlantic Records).
Phát hành album mà không có tiêu đề thực sự là một việc rất khó để nhận dạng, vậy nên hầu hết người hâm mộ gọi đây là Led Zeppelin IV. Catalogue của Atlantic Records thì ghi album là Bộ tứ biểu tượng và Số 4. Nó cũng được gọi tên là ZoSo (biểu tượng của Page), Vô danh hay Ký tự. Page vẫn thường gọi album là Số 4 hay Led Zeppelin IV trong các bài phỏng vấn, còn Plant thì nói "Đó là album số 4". Đây không phải là album duy nhất không có tiêu đề, song lại là album duy nhất không có một dòng chữ nào được ghi ở cả bìa trước lẫn sau, thậm chí cả mã số trong catalogue ở phần gáy (ít nhất là trong bản LP gốc).

## Bộ tứ biểu tượng
Ý tưởng thể hiện mỗi thành viên theo một biểu tượng xuất phát từ Jimmy Page. Trong một bài phỏng vấn năm 1977, anh nhớ lại: "Sau cả đống bầy nhầy mà chúng tôi có từ các đánh giá, tôi tiến tới việc thống nhất với các thành viên khác rằng tốt nhất chúng ta cần phải ẩn danh. Đầu tiên, chúng tôi chỉ muốn dùng chung 1 biểu tượng thôi, song chúng tôi thấy đây sẽ là album thứ tư, mà chúng tôi thì cũng có bốn người, vậy nên mỗi người nên có riêng 1 biểu tượng. Tôi tự thiết kế cái của tôi, và những người khác có lý do riêng để sử dụng những biểu tượng của họ."
Jimmy Page hiển nhiên tự thiết kế biểu tượng của mình, song lý do đằng sau nó thì luôn được anh giữ kín. Tuy nhiên, có một vài ý kiến cho rằng nó có liên hệ tới một hình ảnh từ năm 1557 tượng trưng cho Saturnus. Biểu tượng này vẫn được gọi đơn giản là ZoSo, cho dù Page luôn khẳng định nó không liên quan gì tới các chữ viết cả.
Tay bass John Paul Jones chọn cho mình một hình ảnh từ cuốn Book of Signs của Rudolf Koch với 1 hình tròn lồng vào giữa 3 vesica piscis. Đây là hình ảnh biểu trưng cho một con người vừa có khả năng, vừa rất tự tin. Đây cũng là logo sau này của bộ phim truyền hình của Mỹ nổi tiếng Phép thuật (1998-2006).

Biểu tượng của Sandy Denny là một biểu tượng của Chúa trong Công giáo

Tay trống John Bonham lựa chọn hình ảnh của 3 chiếc nhẫn lồng vào nhau mà anh cũng lấy từ cuốn sách ở trên của Koch. Đây là hình ảnh tượng trưng cho gia đình với bố, mẹ và con cái. Đây cũng là logo của hãng bia Ballantine Brewery.
Robert Plant chọn hình ảnh chiếc lông chim nằm trong một hình tròn, thứ mà anh nói là biểu tượng của lục địa Mu đã từng tồn tại.
Ngoài ra còn có biểu tượng thứ 5 nữa của Sandy Denny khi cô tham gia góp giọng trong "The Battle of Evermore". Nó xuất hiện trong phần giới thiệu thành phần tham gia sản xuất của bản LP, mang hình một ngôi sao cấu thành từ 3 hình tam giác chụm lại tại 1 điểm.
Trong tour diễn của Led Zeppelin tại Anh vào mùa đông năm 1971, trùng với thời điểm phát hành album, ban nhạc cũng mang cả bốn biểu tượng này lên sân khấu. Page để biểu tượng của mình lên chiếc ampli Marshall, Bonham dán nó ở mặt tiền chiếc trống bass, Jones thì dán chúng ở rất nhiều nhạc cụ, và dễ nhìn thấy nhất ở trên chiếc Fender Rhodes của mình còn Plant thì dính biểu tượng của mình ở mặt bên chiếc hộp đựng mic. Chỉ có những biểu tượng của Page và Bonham là còn theo nhóm trong các buổi diễn sau này của Led Zeppelin.

## Bìa album và thiết kế

Toàn cảnh phần bìa trước và sau của album

Bức tranh sơn dầu từ thế kỷ 19 làm mặt bìa trước được Plant mua trong một cửa hàng bán đồ cổ ở Reading, Berkshire, Anh. Bức tranh được sắp đặt như được treo cân đối trên một bức tường đã bị phá hủy của một ngôi nhà ở ngoại ô.
Page nói bìa album thứ tư này có mục đích làm nổi bật hơn sự khác biệt thành thị/nông thôn mà Led Zeppelin III đã đề cập tới: "Nó nói về sự thay đổi trong tính cân bằng. Chỉ còn hình ảnh một ông già với một bó củi trên lưng là chưa bị đập đi. Điều đó có ý nghĩa rằng chúng ta nên quan tâm tới trái đất chứ không phải là tận dụng và phá hủy nó."
Tuy nhiên, cũng nói về ý nghĩa của phần bìa này, anh lại có ý kiến: "Bìa đĩa phải là một thứ gì đó để những người khác thưởng thức chứ không phải là để tôi đánh vần ra tất cả mọi thứ, điều đó sẽ làm làm bạn thất vọng nhiều vào việc khám phá ra tính âm nhạc của album."
Đây là một trong 10 bìa album được Royal Mail chọn làm "Bìa album tiêu biểu" trong bộ tem phát hành vào tháng 1 năm 2010.
Phần minh họa bên trong có tên "The Hermit" (Tu sĩ) được thiết kế bởi Barrington Colby MOM lấy ý tưởng từ lá bài cùng tên trong bộ bài nổi tiếng Rider-Waite. Jimmy Page sau này thủ vai chính nhân vật này trong bộ phim ca nhạc của Led Zeppelin, The Song Remains the Same (1976). Bức tranh có trong bộ phim này có tên View in Half or Varying Light được bán đấu giá vào năm 1981.
Rất nhiều ấn bản theo phần bìa album này đã từng được giới thiệu. Một số phiên bản mô tả một người tiếp tế tóc râu rậm đang leo núi, trong khi một số phiên bản khác không hiển thị ngôi sao sáu cánh trong lồng đèn của tu sĩ. Nếu để phần ảnh trong của album đối xứng dọc qua tấm gương, ta có thể nhìn thấy hình một khuôn mặt trên các phiến đá. Có nhiều ý kiến cho rằng đó đơn giản là mặt của một "con chó đen".
Phần lời gõ máy của ca khúc "Stairway to Heaven", được in ở phần trong của mặt sau, là sản phẩm của Page. Anh tìm thấy một vài ký tự viết này trên một tạp chí rất xưa về nghệ thuật và chữ viết có tên The Studio từ thế kỷ 19. Page thấy chúng rất thú vị và quyết định phóng tác toàn bộ bảng chữ cái theo chúng.

## Danh sách ca khúc
| Mặt A | Mặt A                    | Mặt A                                   | Mặt A      |
| STT   | Nhan đề                  | Sáng tác                                | Thời lượng |
| ----- | ------------------------ | --------------------------------------- | ---------- |
| 1.    | "Black Dog"              | Jimmy Page/Robert Plant/John Paul Jones | 4:54       |
| 2.    | "Rock and Roll"          | Page/Plant/Jones/John Bonham            | 3:40       |
| 3.    | "The Battle of Evermore" | Page/Plant                              | 5:51       |
| 4.    | "Stairway to Heaven"     | Page/Plant                              | 8:02       |

| Mặt B | Mặt B                   | Mặt B                                  | Mặt B      |
| STT   | Nhan đề                 | Sáng tác                               | Thời lượng |
| ----- | ----------------------- | -------------------------------------- | ---------- |
| 5.    | "Misty Mountain Hop"    | Page/Plant/Jones                       | 4:38       |
| 6.    | "Four Sticks"           | Page/Plant                             | 4:44       |
| 7.    | "Going to California"   | Page/Plant                             | 3:31       |
| 8.    | "When the Levee Breaks" | Memphis Minnie/Page/Plant/Jones/Bonham | 7:07       |

## Thành phần tham gia sản xuất
| Led Zeppelin - John Bonham – trống. - John Paul Jones – bass, piano điện, mandolin, thu âm, EMS VCS 3, guitar acoustic trong "The Battle of Evermore". - Jimmy Page – guitar điện và acoustic, mandolin, sản xuất, chỉnh âm, chỉnh âm kỹ thuật số. - Robert Plant – hát chính, sắc xô, harmonica. Các nghệ sĩ được mời - Sandy Denny – hát chính trong "The Battle of Evermore". - Ian Stewart – piano trong "Rock and Roll". | Ê-kíp sản xuất - Barrington Colby MOM – thiết kế "The Hermit". - George Chkiantz – trộn âm. - Peter Grant – sản xuất. - Graphreaks – thiết kế. - Andy Johns – kỹ thuật viên âm thanh. - George Marino – chỉnh âm (CD năm 1990). - Joe Sidore – chỉnh âm (CD gốc). |

## Phát hành và đón nhận của công chúng
| Đánh giá chuyên môn           | Đánh giá chuyên môn |
| Nguồn đánh giá                | Nguồn đánh giá      |
| Nguồn                         | Đánh giá            |
| ----------------------------- | ------------------- |
| Allmusic                      | [ 20 ]              |
| BBC Music                     | (tích cực)          |
| Blender                       |                     |
| Billboard                     | tích cực            |
| Robert Christgau              | A                   |
| Entertainment Weekly          | A+                  |
| Q                             | [ 25 ]              |
| Rolling Stone                 | tích cực            |
| The Rolling Stone Album Guide | [ 27 ]              |
| Spin                          | tích cực            |

Với mục đích quảng bá cho việc phát hành album, một chuỗi hoạt động giới thiệu các biểu tượng được theo kèm các buổi họp báo.
Album có được một thành công rất lớn về mặt thương mại. Tại Anh, Led Zeppelin IV đứng đầu UK Albums Chart trong vòng 62 tuần. Tại Mỹ, đây trở thành album tồn tại lâu nhất trong Billboard 200 của Led Zeppelin và là album tồn tại lâu nhất dù chưa từng xếp quán quân (vị trí cao nhất là số 2).
"Đỉnh cao!", Lewis viết, "Album thứ tư của Led Zeppelin có thể trở thành sản phẩm bán chạy nhất trong mọi cuốn catalogue và là album tiêu biểu và thành công nhất đại diện cho ban nhạc này." Nhà phê bình Robert Christgau miêu tả album như "một kiệt tác".

## Tôn vinh
Năm 1998, tạp chí Q bầu chọn Led Zeppelin IV là album xuất sắc thứ 26 của mọi thời đại, tới năm 2000, tạp chí trên xếp album cũng ở vị trí số 26 trong danh sách 100 album của Anh xuất sắc nhất. Năm 2003, tạp chí Rolling Stone xếp Led Zeppelin IV ở vị trí 66 trong danh sách "500 album vĩ đại nhất". Đây cũng là album đứng thứ 7 trong danh sách "100 Album của thập kỷ 70" của Pitchfork Media.
Năm 2006, Led Zeppelin IV chiếm vị trí số một trong danh sách "100 album của Anh xuất sắc nhất" theo tạp chí Classic Rock. Cùng năm, nó cũng có vị trí số 1 tại danh sách "100 album vĩ đại nhất" của Guitar World và vị trí số 7 tại danh sách "10 album xuất sắc nhất" của đài ABC.
| Nguồn                            | Quốc gia | Danh sách                                        | Năm  | Xếp hạng |
| -------------------------------- | -------- | ------------------------------------------------ | ---- | -------- |
| Mojo                             | Anh      | "The 100 Greatest Albums Ever Made"              | 1996 | 24       |
| Grammy                           | Mỹ       | Grammy Hall of Fame Award                        | 1999 | *        |
| The Guitar                       | Mỹ       | "Album of the Millennium"                        | 1999 | 2        |
| Classic Rock                     | Anh      | "100 Greatest Rock Albums Ever"                  | 2001 | 1        |
| Rolling Stone                    | Mỹ       | "500 Greatest Albums Ever"                       | 2003 | 66       |
| Pitchfork Media                  | Mỹ       | "Top 100 Albums of the 1970s"                    | 2004 | 7        |
| Q                                | Anh      | "The Greatest Classic Rock Albums Ever"          | 2004 | *        |
| Robert Dimery                    | Mỹ       | 1001 Albums You Must Hear Before You Die         | 2005 | *        |
| Q                                | Anh      | "100 Best Albums Ever"                           | 2006 | 21       |
| Classic Rock                     | Anh      | "100 Greatest British Rock Album Ever"           | 2006 | 1        |
| Đại sảnh Danh vọng Rock and Roll | Mỹ       | "The Definitive 200: Top 200 Albums of All-Time" | 2007 | 4        |

(*) không có thứ tự cụ thể

## Xếp hạng
Album
| Bảng xếp hạng (1971–1972)             | Vị trí cao nhất |
| ------------------------------------- | --------------- |
| Japanese Albums Chart                 | 2               |
| Norwegian Albums Chart                | 3               |
| UK Albums Chart                       | 1               |
| US Billboard 200                      | 2               |
| German Albums Chart                   | 9               |
| French Albums Chart                   | 2               |
| US Cash Box Top 100 Albums Chart      | 1               |
| US Record World Top Pop Albums Chart  | 1               |
| Canadian RPM 100 Albums               | 1               |
| Spanish Albums Chart                  | 8               |
| Australian Go-Set Top 20 Albums Chart | 2               |

Đĩa đơn
| Năm  | Đĩa đơn         | Bảng xếp hạng        | Vị trí |
| ---- | --------------- | -------------------- | ------ |
| 1971 | "Black Dog"     | US Billboard Hot 100 | 15     |
| 1972 | "Rock and Roll" | Billboard Hot 100    | 47     |